# Pouteria lucumifolia
Pouteria lucumifolia är en tvåhjärtbladig växtart som först beskrevs av Reissek och Carl Maximowicz, och fick sitt nu gällande namn av Terence Dale Pennington. Pouteria lucumifolia ingår i släktet Pouteria och familjen Sapotaceae. Inga underarter finns listade i Catalogue of Life.